# Лук тончайший
Лук тончайший (лат. Allium subtilissimum) — многолетнее травянистое растение, вид рода Лук (Allium) семейства Луковые (Alliaceae).

## Распространение и экология
В природе ареал вида охватывает Западную Сибирь (верхнее течение Иртыша), Среднюю Азию (окрестности озера Балхаш) и Монголию.
Произрастает на солонцах и каменистых склонах.

## Ботаническое описание
Луковицы удлинённо-конические, диаметром 0,75—1 см, скученные в легко разваливающуюся дернину, с почти кожистыми серовато-бурыми оболочками. Стебель высотой 5—20 см, тонкий, прямой.
Листья в числе 3—4, нитевидные, шириной около 0,5 мм, полуцилиндрические, желобчатые, по краю шероховатые, немного короче или немного длиннее стебля.
Чехол мелкий, в 2 раза короче зонтика, с носиком равным основанию чехла, остающийся. Зонтик пучковатый или полушаровидный, немногоцветковый, очень рыхлый. Листочки почти звездчатого околоцветника розовато-пурпурные с более тёмной жилкой, длиной около 4 мм, эллиптические, тупые, равные, наружные вогнутые. Нити тычинок пурпурные, немного длиннее листочков околоцветника, при самом основании между собой и с околоцветником сросшиеся, цельные, шиловидные, равные. Столбик длиннее околоцветника.
Коробочка едва короче околоцветника.

## Таксономия
Вид Лук тончайший входит в род Лук (Allium) семейства Луковые (Alliaceae) порядка Спаржецветные (Asparagales).
|  |                                      |  |                                                             |                                                             |                   |  | ещё 24 семейства (согласно Системе APG II) | ещё 24 семейства (согласно Системе APG II) |                     |  |  |  | ещё более 870 видов |
|  |                                      |  |                                                             |                                                             |                   |  | ещё 24 семейства (согласно Системе APG II) | ещё 24 семейства (согласно Системе APG II) |                     |  |  |  | ещё более 870 видов |
|  |                                      |  |                                                             | порядок Спаржецветные                                       |                   |  |                                            |                                            | род Лук             |  |  |  |                     |
|  |                                      |  |                                                             | порядок Спаржецветные                                       |                   |  |                                            |                                            | род Лук             |  |  |  |                     |
|  | отдел Цветковые, или Покрытосеменные |  |                                                             |                                                             | семейство Луковые |  |                                            |                                            | вид Лук тончайший   |  |  |  |                     |
|  | отдел Цветковые, или Покрытосеменные |  |                                                             |                                                             | семейство Луковые |  |                                            |                                            |                     |  |  |  |                     |
|  |                                      |  | ещё 44 порядка цветковых растений (согласно Системе APG II) | ещё 44 порядка цветковых растений (согласно Системе APG II) |                   |  |                                            | ещё около 300 родов                        | ещё около 300 родов |  |  |  |                     |
|  |                                      |  |                                                             | ещё 44 порядка цветковых растений (согласно Системе APG II) |                   |  |                                            |                                            | ещё около 300 родов |  |  |  |                     |